# Money Mad
Money Mad er en amerikansk stumfilm fra 1908 af D. W. Griffith.

## Medvirkende
- Charles Inslee
- George Gebhardt
- Arthur V. Johnson
- Florence Lawrence
- Jeanie MacPherson